# Kabinett Wüst I
Das Kabinett Wüst I bildete vom 28. Oktober 2021 bis zum 28. Juni 2022 die Landesregierung von Nordrhein-Westfalen unter Ministerpräsident Hendrik Wüst. Wüst wurde am 27. Oktober 2021 vom Landtag Nordrhein-Westfalen mit 103 Stimmen zum neuen Ministerpräsidenten gewählt. Wüsts Vorgänger Armin Laschet war Mitte 2017 Ministerpräsident geworden. Dieser legte sein Amt am 25. Oktober 2021, einen Monat nach der Bundestagswahl 2021, nieder und schlug Wüst als seinen Nachfolger vor.
Die nach der Landtagswahl am 14. Mai 2017 gebildete schwarz-gelbe Koalition aus CDU und FDP wurde fortgesetzt.
Wüst ernannte am 28. Oktober 2021 die Mitglieder der von ihm geführten Landesregierung. Alle Mitglieder des Kabinetts Laschet behielten ihre Ämter; das zuvor von Wüst geleitete Ministerium für Verkehr wurde mit Ina Brandes neu besetzt. Am 3. November 2021 wurde das Kabinett Wüst I im Landtag vereidigt. Im Zuge der sogenannten „Mallorca-Affäre“ um einen Urlaubsaufenthalt diverser Regierungsmitglieder während der Flutkatastrophe 2021 wurde die Regierung Wüst I zwischenzeitlich auch als „Ballermann-Kabinett“ bezeichnet. Am 7. April 2022 trat die verantwortliche Umweltministerin Ursula Heinen-Esser (CDU) von ihrem Amt zurück. Das Kabinett Wüst I wurde nach der Landtagswahl 2022 durch eine neu gebildete schwarz-grüne Koalition ebenfalls unter Wüsts Führung (Kabinett Wüst II) abgelöst.

## Kabinett
| Amt oder Ressort                                        | Bild                                                | Amtsinhaber(in)                         | Partei                              | Partei    | Bild                   | Staatssekretär(in)                                                | Partei    | Partei |
| ------------------------------------------------------- | --------------------------------------------------- | --------------------------------------- | ----------------------------------- | --------- | ---------------------- | ----------------------------------------------------------------- | --------- | ------ |
| Ministerpräsident Staatskanzlei                         |                                                     | Hendrik Wüst                            |                                     | CDU       |                        | Nathanael Liminski (Chef der Staatskanzlei, Medienstaatssekretär) |           | CDU    |
| Ministerpräsident Staatskanzlei                         | Andrea Milz (Sport und Ehrenamt)                    | Hendrik Wüst                            |                                     | CDU       |                        |                                                                   |           | CDU    |
| Stellvertreter des Ministerpräsidenten                  |                                                     | Joachim Stamp                           |                                     | FDP       |                        | Andreas Bothe (Amtschef)                                          |           | FDP    |
| Kinder, Familie, Flüchtlinge und Integration            |                                                     | Joachim Stamp                           | Gonca Türkeli-Dehnert (Integration) | FDP       |                        | CDU                                                               |           |        |
| Finanzen                                                |                                                     | Lutz Lienenkämper                       |                                     | CDU       |                        | Patrick Opdenhövel                                                | CDU       |        |
| Inneres                                                 |                                                     | Herbert Reul                            | CDU                                 |           | Jürgen Mathies         |                                                                   | parteilos |        |
| Wirtschaft, Innovation, Digitalisierung und Energie     |                                                     | Andreas Pinkwart                        |                                     | FDP       |                        | Christoph Dammermann                                              |           | FDP    |
| Arbeit, Gesundheit und Soziales                         |                                                     | Karl-Josef Laumann                      |                                     | CDU       |                        | Edmund Heller                                                     |           | CDU    |
| Schule und Bildung                                      |                                                     | Yvonne Gebauer                          |                                     | FDP       |                        | Mathias Richter                                                   |           | FDP    |
| Heimat, Kommunales, Bau und Gleichstellung              | Foto: Ina Scharrenbach                              | Ina Scharrenbach                        |                                     | CDU       | Foto: Dr. Jan Heinisch | Jan Heinisch                                                      |           | CDU    |
| Justiz                                                  |                                                     | Peter Biesenbach                        | CDU                                 |           | Dirk Wedel             |                                                                   | FDP       |        |
| Verkehr                                                 |                                                     | Ina Brandes                             | CDU                                 |           | Hendrik Schulte        |                                                                   | parteilos |        |
| Umwelt, Landwirtschaft, Natur- und Verbraucherschutz    |                                                     | Ursula Heinen-Esser (bis 7. April 2022) | CDU                                 |           | Heinrich Bottermann    |                                                                   | CDU       |        |
| Umwelt, Landwirtschaft, Natur- und Verbraucherschutz    | Lutz Lienenkämper (ab 8. April 2022, kommissarisch) |                                         | CDU                                 |           | Heinrich Bottermann    |                                                                   | CDU       |        |
| Kultur und Wissenschaft                                 |                                                     | Isabel Pfeiffer-Poensgen                |                                     | parteilos |                        | Klaus Kaiser (Parlamentarischer Staatssekretär)                   | CDU       |        |
| Kultur und Wissenschaft                                 |                                                     | Isabel Pfeiffer-Poensgen                | Dirk Günnewig                       | parteilos | CDU                    |                                                                   |           |        |
| Bundes- und Europaangelegenheiten sowie Internationales |                                                     | Stephan Holthoff-Pförtner               |                                     | CDU       |                        | Mark Speich                                                       | CDU       |        |

## Abstimmung im Landtag Nordrhein-Westfalen
| Wahlgang                                                                                 | Kandidat          | Kandidat           | Stimmen    | Stimmenzahl | Anteil | Unterstützer | Unterstützer | Unterstützer |
| ---------------------------------------------------------------------------------------- | ----------------- | ------------------ | ---------- | ----------- | ------ | ------------ | ------------ | ------------ |
| 1. Wahlgang                                                                              |                   | Hendrik Wüst (CDU) | Ja-Stimmen | 103         | 51,8 % |              |              | CDU, FDP     |
| 1. Wahlgang                                                                              | Nein-Stimmen      | Hendrik Wüst (CDU) | 90         | 45,2 %      |        |              |              | CDU, FDP     |
| 1. Wahlgang                                                                              | Enthaltungen      | Hendrik Wüst (CDU) | 3          | 1,5 %       |        |              |              | CDU, FDP     |
| 1. Wahlgang                                                                              | Ungültige Stimmen | Hendrik Wüst (CDU) | 1          | 0,5 %       |        |              |              | CDU, FDP     |
| 1. Wahlgang                                                                              | nicht abgegeben   | Hendrik Wüst (CDU) | 2          | 1,0 %       |        |              |              | CDU, FDP     |
| Damit wurde Hendrik Wüst zum Ministerpräsidenten des Landes Nordrhein-Westfalen gewählt. |                   |                    |            |             |        |              |              |              |